# 丘林 (密蘇里州)
丘林（英語：Qulin）是位於美國密蘇里州巴特勒縣的城市。

## 人口
根據2020年美國人口普查的數據，丘林的面積為1.17平方千米，皆為陸地。當地共有人口460人，而人口密度為每平方千米393人。